# هنود بريطانيون
بريطاني هندي  أيضا (هندي بريطاني أو البريطانيون الهنود) مصطلح يشير إلى مواطني المملكة المتحدة التي ترجع جذورهم في الهند وهذا يشمل الأشخاص الذين ولدوا في المملكة المتحدة وهم من أصل هندي، أو هنود المولد هاجروا في وقت لاحق إلى المملكة المتحدة، وفقا لتعداد عام 2009، قدر مجموع تعدادهم حوالي مليون ونصف في المملكة المتحدة، مما يجعلها أكبر الأقلية العرقية في البلاد، انهم يشكلون أكبر مجموعة فرعية من الآسيويين البريطانيين ، وتعد واحدة من أكبر الجاليات الهندية في الشتات الهندي ، ويرجع ذلك أساسا إلى العلاقات الهندية البريطانية (بما في ذلك الروابط التاريخية مثلما كانت الهند تحت الاحتلال الاستعماري البريطاني ولا تزال جزءا من كومنولث ) الجالية الهندية البريطانية هي خامس أكبرُ جاليةٍ في الشتاتِ الهنديِّ، بعد المجتمعات الهندية في نيبال ، و الولايات المتحدة ، ماليزيا وبورما .
أصبح ريشي سوناك، وهو بريطاني هندي، هو رئيس وزراء المملكة المتحدة في 25 أكتوبر 2022، وهو أول شخص من أقلية عرقية في التاريخ يصبح رئيسًا للوزراء. بعدما أعلنت لجنة 1922 في حزب المحافظين اليوم فوز وزير المالية السابق ريشي سوناك بزعامة حزب المحافظين، ليتولى بذلك رئاسة الوزراء في بريطانيا خلفًا لليز تراس التي استقالت من منصبها. وجاء ذلك بعد انسحاب وزيرة الدفاع البريطانية السابقة بيني موردونت من سباق الرئاسة لعدم تمكنها من الحصول على الدعم الكافي من أعضاء الحزب في البرلمان، بينما استطاع سوناك الحصول على دعم أكثر من نصف أعضاء الحزب البالغ عددهم 357 عضواً.